# Redwood, New York
Redwood är en census-designated place i Jefferson County i delstaten New York. Vid 2010 års folkräkning hade Redwood 605 invånare.